# Rescate de Roger Mallinson y Roger Chapman
El rescate de Roger Mallinson y Roger Chapman se produjo entre el 29 de agosto y el 1 de septiembre de 1973, después de que su pequeño sumergible Pisces III de Vickers Oceanics quedara atrapado en el lecho marino a una profundidad de 1.575 pies (480 m), a 150 millas (240 km) de Irlanda, en el mar Céltico. El esfuerzo de rescate multinacional de 76 horas resultó en el rescate submarino exitoso más profundo de la historia.